# Befikre
 (juin 2023).
Si vous disposez d'ouvrages ou d'articles de référence ou si vous connaissez des sites web de qualité traitant du thème abordé ici, merci de compléter l'article en donnant les références utiles à sa vérifiabilité et en les liant à la section « Notes et références ».

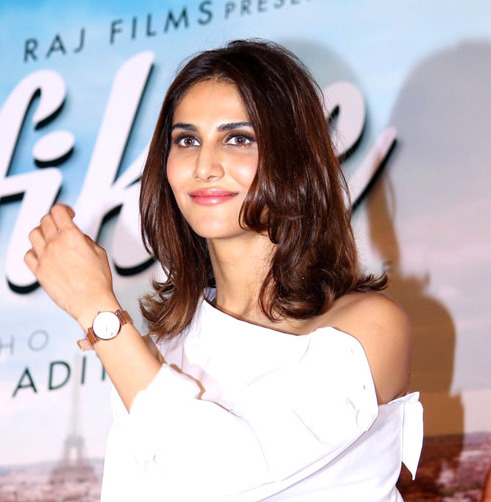

Befikre est un film indien réalisé par Aditya Chopra, sorti en 2016.

## Synopsis
Dharam et Shyra vivent à Paris, insouciants. Quand leurs chemins se croisent, ils décident de sortir ensemble, à une condition : ne jamais tomber amoureux.
Et ils vont décider de se marier chacun avec son copain /copine et le jour du mariage ils vont savoir l’amour que porte chacun à l’autre et ils vont à en Inde pour se marier

## Fiche technique
- Titre français : Befikre
- Réalisation : Aditya Chopra
- Scénario : Aditya Chopra et Sharat Katariya
- Pays d'origine : Inde
- Format : Couleurs - 35 mm
- Genre : comédie, romance
- Durée : 132 minutes
- Date de sortie : 2016

## Distribution
- Ranveer Singh : Dharam
- Vaani Kapoor : Shyra
- Elisa Bachir Bey : Nathalie
- Julie Ordon : Christine

## Bande originale
| No | Titre               | Chanteur(s)                     | Durée |
| -- | ------------------- | ------------------------------- | ----- |
| 1. | Labon Ka Karobaar   | Papon                           | 03:55 |
| 2. | Nashe Si Chadh Gayi | Arijit Singh                    | 03:57 |
| 3. | Ude Dil Befikre     | Benny Dayal                     | 03:51 |
| 4. | You & Me            | Nikhil D'Souza, Rachel Varghese | 03:18 |

## Lieux de tournage
- Scène du mariage : Château de Serans dans l'Oise - Hauts-de-France (anciennement Picardie)[1].

## Sortie
9 décembre 2016 à Paris et Saint-Denis (Seine-Saint-Denis)